# أغوستين كاربونيل
أغوستين كاربونيل (بالإسبانية: Agustín Carbonell)‏ هو عازف قيثارة إسباني، ولد في 1967 في مدريد في إسبانيا.

## وصلات خارجية
- الموقع الرسمي
- أغوستين كاربونيل على موقع ميوزك برينز (الإنجليزية)
- أغوستين كاربونيل على موقع قاعدة بيانات برودواي على الإنترنت (الإنجليزية)
- أغوستين كاربونيل على موقع ديسكوغز (الإنجليزية)